# إيشيتوارها
إيشيتوارها (بالإنجليزية: Eschetewuarha)‏، أي ("أم الكون")، هي إلهة أم لشعب شاماكوكو. وهي الإله المهيمن في أساطيرهم. توصف بأنها أم لكثير من الأرواح المعروفة باسم غوارا، بما في ذلك أرواح الغابة، بالإضافة إلى طيور أوسايرو (Osasero) المرتبطة بالغيوم. وهي زوجة الروح العظيم، التي تسيطر عليها وتهيمن عليها. وبصفتها أم الغيوم، فهي تتحكم في المطر، وتضمن للبشر الحصول على الماء والشمس التي لا تحرق الأرض. في المقابل، تتوقع إيشيتوارها أن يرسل لها الناس الأغاني كل ليلة. وإذا لم يفعلوا ذلك، فسوف تعاقبهم.